# Disconema minutum
Disconema minutum är en rundmaskart som beskrevs av Vitiello 1969. Disconema minutum ingår i släktet Disconema och familjen Linhomoeidae. Inga underarter finns listade i Catalogue of Life.